# Tái chuẩn hóa
Hans Bethe là người đầu tiên nêu ra giải pháp khắc phục những trở ngại của Lý thuyết lượng tử. Năm 1947, trên chuyến xe lửa từ New York đến Schenectady, sau ông khi tham gia hội nghị tổ chức tại Đảo Shelter về chủ đề này, Hans Bethe đã hoàn thành tính toán phi tương đối đầu tiên về sự dịch chuyển của các vạch quang phổ của nguyên tử Hydro mà trước đó Lamb và Retherford đo được. Mặc dù có những hạn chế trong cách tính của ông, nhưng kết quả thu được khớp đến mức tuyệt vời so với thực nghiệm. Ý tưởng đơn giản nhằm triệt tiêu các giá trị vô hạn để hiệu chỉnh khối lượng và điện tích thu về giá trị hữu hạn như đo bằng các thí nghiệm. Theo cách này, những giá trị vô hạn sinh bởi chuỗi số bị hấp thụ bởi các hằng số và cho kết quả hữu hạn khớp với giá trị đo được từ thí nghiệm. Thủ tục này sau đó gọi là Tái chuẩn hóa.
Tái chuẩn hóa là một kỹ thuật đòi hỏi gắn các đại lượng vật lý tại những phép phân kỳ nhất định xuất hiện trong lý thuyết thông qua các tích phân. Sau đó, nó trở thành một trong những công cụ cơ bản của lý thuyết trường lượng tử và trở thành một tiêu chuẩn cho một lý thuyết lượng tử được chấp thuận. Ngay cả khi kỹ thuật tái chuẩn hóa hoạt động khá hiệu quả trong thực hành, Feynman không bao giờ cảm thấy dễ chịu hoàn toàn về tính đúng đắn toán học của nó, và ông coi tái chuẩn hóa giống như "trò xóc đĩa" (shell game) và "hocus pocus" (ma thuật).